# Wisconsin State Journal
Le Wisconsin State Journal, fondé en 1839 sous le titre Madison Express, est un quotidien publié, aux États-Unis, à Madison dans le Wisconsin par Lee Enterprises. Le journal, second tirage de l'État, est distribué dans 19 comtés de la région centre-sud du Wisconsin. En juillet 2012, le Wisconsin State Journal avait un tirage moyen de 83 000 exemplaires en semaine et de 118 000 le dimanche.